# 福田有理
福田 有理（ふくだ ゆり、1985年12月13日 ‐ ）は日本の元お笑いタレント。神戸市出身。B型。

## 略歴
吉本新喜劇に影響を受けてお笑いの道を志す。中学時代にお笑い活動を始め、その後何度かコンビの解散・結成を繰り返す。
芸能事務所に入らずインディーズでの活動を行う。
2007年、読売テレビの『あさパラ!』モニター隊としてレギュラー出演。その他、関西のローカルテレビ番組に出演。

## 人物
典型的なしゃべくり漫才スタイルで主にツッコミを担当。
眼力鋭く、客に歩み寄り目を見開いて話をする傾向にある。ネタ中にヒートアップしてくると、動き・リアクションがオーバーになり必要以上に驚く素振りを見せる。
朝起きた瞬間からテンションを上げることができる。しかし、同世代のにぎやかな人とは群れることができずに黙ってしまう一面もある。
座右の銘は「気は心」
記憶力がよく、一度会った人と話した内容、誕生日等事細かに覚えている。記憶が鮮明すぎて相手も覚えていないことが多く、よく気味悪がられる。